# Mount Arlington
Pour les articles homonymes, voir Arlington.
Mount Arlington est un borough de 5 909 habitants situé dans le comté de Morris, dans l’État du New Jersey, aux États-Unis.